# Michel Sanchez
 (mai 2013).
Si vous disposez d'ouvrages ou d'articles de référence ou si vous connaissez des sites web de qualité traitant du thème abordé ici, merci de compléter l'article en donnant les références utiles à sa vérifiabilité et en les liant à la section « Notes et références ».
Pour les articles homonymes, voir Sanchez.
Michel Sanchez est un musicien et compositeur français, né le 1er juillet 1957 à Somain (Nord). Il est l'un des membres fondateurs du groupe Deep Forest.

## Biographie et carrière
Il débute la musique à l'âge de 4 ans par l'apprentissage de l'accordéon, avec le professeur D’Alberto, qui lui enseigne le jazz, musique pour laquelle il nourrira toujours une grande passion.
Il passe une partie de sa jeunesse à Aniche, une petite ville du Nord.
À l'âge de 15 ans, en 1972, il entre au conservatoire de Douai, où il étudie l'orgue liturgique, le piano et les percussions.
Cinq ans plus tard, il entre au conservatoire supérieur de Paris en classe d'orgue et étudie avec Rolande Falcinelli.
Passionné par la composition autant que par l'instrument, il étudie Messiaen, Marcel Dupré, Jean Guillou, Henri Dutilleux, Ravel, et d'une manière générale se passionne pour toute la musique du XXe siècle, et pratique parallèlement la musique classique et le jazz.
Bien que plongé dans un univers classique, il découvre celui des musiques traditionnelles : l'Afrique tout d'abord, avec son extrême diversité de styles et d'instruments, mais aussi l'Inde, les pays de l'Est, l'Amérique du Sud, etc.
Une curiosité constante le pousse à écouter des musiques de genres et de couleurs très variés, éveillant en lui le goût du métissage des cultures.

### Influences
Il passe trois années au conservatoire supérieur de Paris, puis revient dans le Nord en 1980, où il va commencer à travailler dans les studios d’enregistrement, en qualité de compositeur-arrangeur, au service de milieux musicaux très variés.
À partir de ce moment, il s’investit beaucoup dans l’électronique, ayant trouvé dans les synthétiseurs l’extraordinaire richesse sonore qu’il cherchait déjà dans l’orgue classique.
Cette passion pour les sons ne le quittera plus. Dans les années 1980, une seule chose compte pour lui, développer son propre langage musical, inspiré par ses maîtres à penser. 
- Les grands musiciens de jazz tels que Miles Davis, Herbie Hancock, Chick Corea, Jan Hammer, qui à cette époque (70/80) n’hésitent pas à employer l’électronique pour bousculer les habitudes et créer des compositions formidables où les sons nouveaux se mêlent aux langages nouveaux.
- Des compositeurs tels que Ravel, Debussy, Darius Milhaud, André Jolivet, Stravinsky, Bartok, l’habitent constamment par l’ouverture d’esprit dont ils étaient l’exemple. En effet, leur génie ne les incitait pas à mépriser toute forme musicale étrangère à leur milieu, mais au contraire à s’en inspirer. Citons les influences du jazz et des musiques traditionnelles dans certaines de leurs œuvres.

C’est dans cet esprit de fusion que Michel Sanchez cherche à développer son travail. Qu’il compose des musiques très sophistiquées, ou très accessibles, il cherche toujours l’inattendu, l’originalité, et la mixité des cultures est un ingrédient essentiel pour y parvenir.
Au début des années 1990, lorsque Michel Sanchez fait écouter à Éric Mouquet une mélodie rapportée des îles Salomon - aujourd'hui Sweet Lullaby, le plus gros tube de Deep Forest -, mixée avec des sons modernes sur synthétiseur, c'est une révélation.

### Deep Forest
Michel Sanchez est le fondateur du groupe Deep Forest. Il a fait écouter une maquette de Sweet Lulaby à Éric Mouquet un dimanche. Il est un pionnier en matière d'utilisation des samplers (échantillonneurs) ; à l'inverse d'autres musiciens qui utilisaient ces machines pour produire des ensembles de cuivres ou de violons, il a été un des premiers à les utiliser pour faire jouer des fragments de voix. Depuis, de nombreux groupes ont utilisé cette technique.
En 1992, le premier album de Deep Forest est aux couleurs de l'Afrique laquelle fascine Michel Sanchez par les techniques vocales qu'on y trouve.
Cet album est d'emblée un succès international. Éric Mouquet et Michel Sanchez ne tardent pas à sortir en 1995 Boheme, leur second album, inspiré cette fois par l'Europe de l'Est. Le succès est le même, installant désormais Deep Forest dans le paysage musical tant français qu'international, dans le genre world music, initiée dans les années 1980 par de grands inventeurs tels que Peter Gabriel, Weather Report,  David Byrne et Paul Simon.
Pour leur troisième album, Comparsa, sorti en 1998, les deux hommes ont choisi Cuba, le Mexique et Madagascar. Plus chaleureux, plus festif par rapport à Boheme qui inspirait la mélancolie, cet album prolonge le succès de Deep Forest et réaffirme leur démarche de chercheurs de musiques traditionnelles. Sur scène, les protagonistes de Deep Forest sont neuf, trois chanteurs et six musiciens, dont trois aux claviers.
Pour Michel Sanchez, la scène est un combat permanent entre son envie d'improviser, de tenter les choses les plus difficiles, et en même temps le trac, la peur de ne pas y arriver. « Mais finalement, je me lâche toujours au prix d'un terrible mal de tête après chaque concert ! », avoue-t-il.
En 2006 Michel Sanchez refuse désormais de co-signer les œuvres avec Éric Mouquet car le climat devient de plus en plus tendu et il décide de ne plus collaborer à Deep Forest pour se consacrer à d'autres projets.

## Discographie

### Albums avec Deep Forest
- 1992 – Deep Forest
- 1994 – World Mix
- 1994 – Strange Days (musique de film avec Peter Gabriel)
- 1995 – Boheme
- 1998 – Comparsa
- 1999 – Made in Japan (album live)
- 2000 – Pacifique (BO du film "Le Prince Du Pacifique")
- 2002 – Music Detected
- 2003 – Essence of Deep Forest (best of, Japon uniquement)
- 2004 – Essence of The Forest (best of, trois éditions différentes)
- 2004 – Kusa No Ran (Japon uniquement, BO du film "Kusa No Ran - Rebellion Of The Grass")

### Albums solo
- 1994 : Windows (Synwood Productions / Blue Flame - réédition : Tomato, 1996)
- 2000 : Welenga (Saint George / Sony Music)
- 2000 : Hiéroglyphes (Naïve)
- 2008 : The Touch (Unnecessary Noise Prohibited)
- 2008 : The Day of A Paperbird (Unnecessary Noise Prohibited)
- 2014 : Eliott (Unnecessary Noise Prohibited)
- 2015 : The Man And The Machine (Unnecessary Noise Prohibited)
- 2016 : Ca Sent L'Jazz
- 2016 : Windows II

### Composition
- 1997 : Alane de Wes Madiko

## Œuvres orchestrales
- 2014 : Crossroads[3] (œuvre pour orchestre symphonique, chœur, percussions et électronique) - commande du Département du Pas-de-Calais

## Distinctions

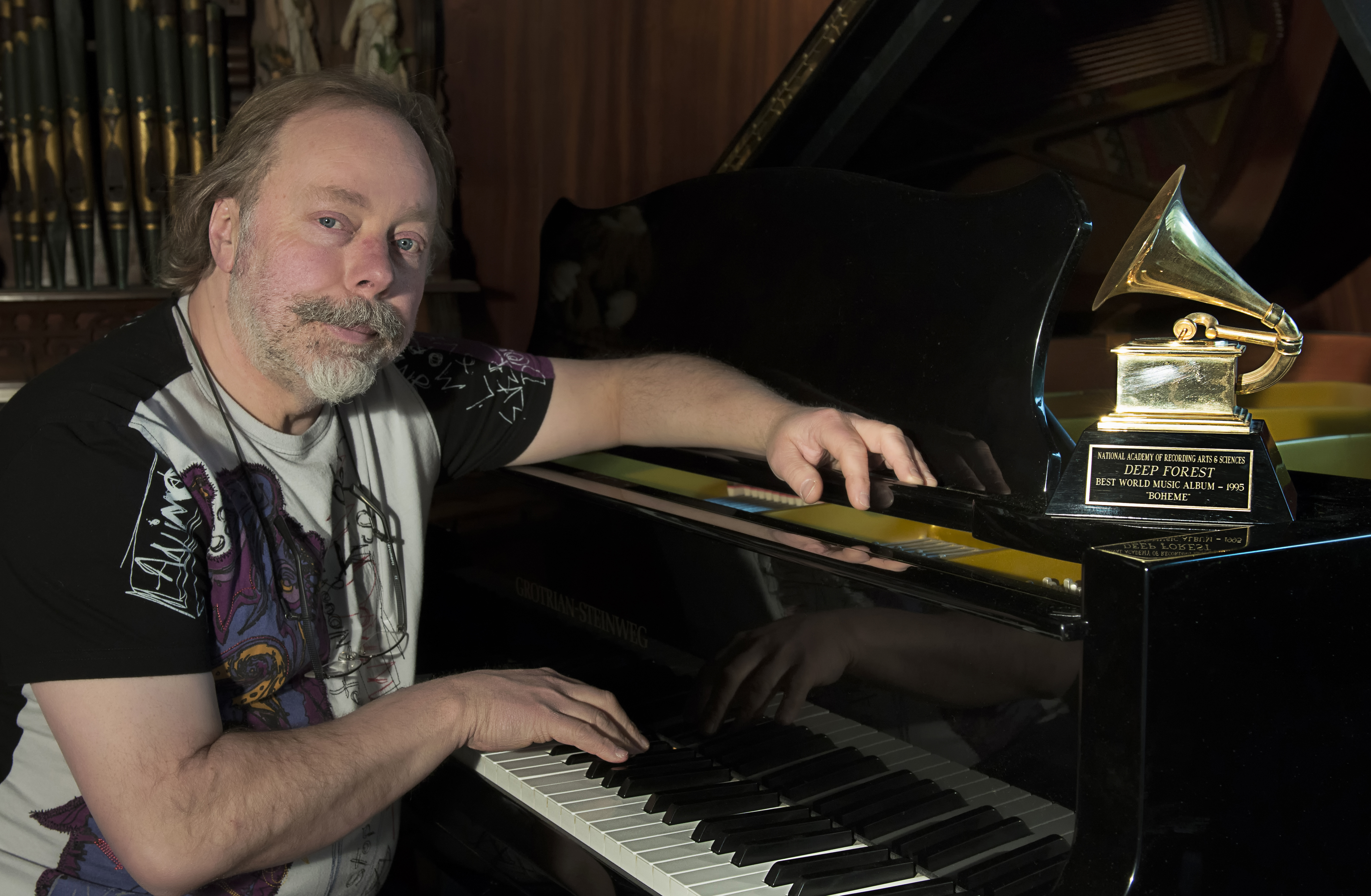
Michel Sanchez posant avec son Grammy Award remporté en 1995

### Récompenses
- Grammy Awards 1995[4] : Best World Album, pour Boheme
- World Music Awards 1995 : Groupe français ayant vendu le plus d'album dans le monde en 1995, pour Boheme

### Nominations
- Victoires de la musique 1993 : Meilleur groupe pour Deep Forest
- Victoires de la musique 1993 : Meilleur Album World, pour Deep Forest
- Grammy Awards 1993 : Best World Album pour Deep Forest
- MTV Awards 1993 : Best Music Video, pour Sweet Lullaby
- Victoires de la musique 1996 : Meilleur groupe, pour Deep Forest